# セスキテルペン

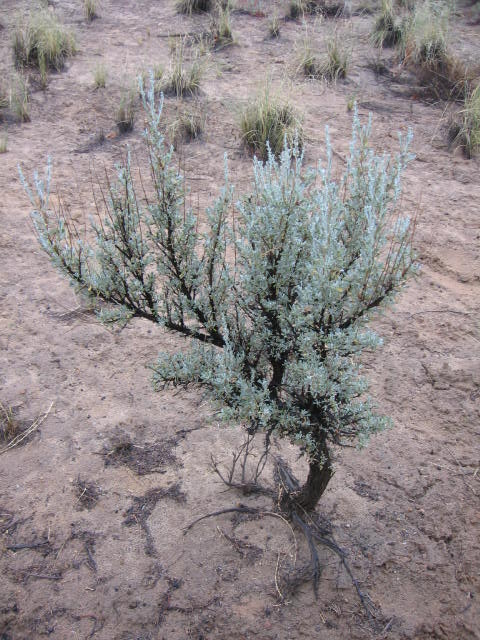
ヤマヨモギはセスキテルペンラクトンを含む。これらの化合物は他の多くの植物でも見られ、特に放牧される家畜等では、大量に摂取するとアレルギー反応や毒性を示す。

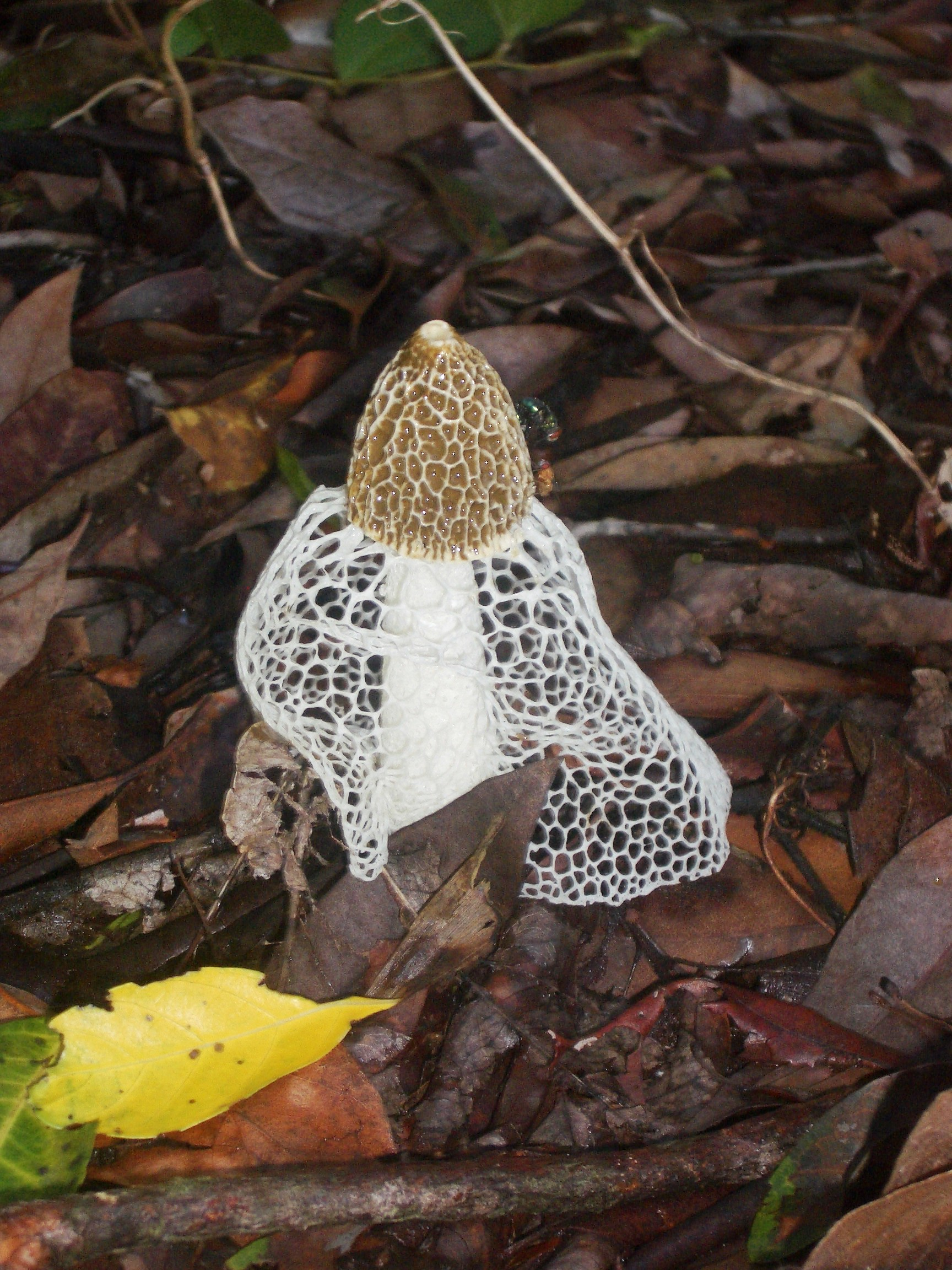
キヌガサタケは、2つの有名なセスキテルペンを生成する。

セスキテルペン (Sesquiterpene) は、3つのイソプレンから構成され、C15H24の分子式を持つテルペンの一種である。モノテルペンと同様に、セスキテルペンには環を含むものと含まないものがある。酸化や転移等の生体修飾によって関連するセスキテルペノイドが作られる。
セスキテルペンは、天然には、防衛物質やフェロモン等のセミオケミカル（情報化学物質）として植物や昆虫で見られる。

## 非環式

ファルネシルピロリン酸

ゲラニルピロリン酸がイソペンテニル二リン酸と反応すると、ファルネセン等のセスキテルペンの生合成の中間体となる15炭素のファルネシルピロリン酸が生成する。その後の酸化によって、ファルネソール等のセスキテルペノイドが生成する。

## 単環式
鎖長や二重結合の数が多くなると、環化の可能な数も増加するため、非常に広範な環状セスキテルペンが存在する。ショウガの油の成分であるジンギベレンで見られるような六員環に加え、鎖の一端がもう一端と環化することによって、フムレンのような大きな環もできる。

## 二環式

δ-カジネン

カジネンで見られるような六員環に加え、クローブの油に含まれ、九員環とシクロブタン環を持つカリオフィレンのような二環セスキテルペンもある。不飽和結合を含むものには、ベチバズレンやグアイアズレンのような芳香族二環セスキテルペンがある。

## 三環式
三環目が加わると、可能な構造の数が増える。例としては、ロンギホレン、コパエン、パチョロール等がある。

## ジクチオフォリンAおよびB
菌の子実体から、2つの有名なセスキテルペンであるジクチオフォリンAおよびBが同定された。これらの化合物は、植物由来の香り物質に共通の構造であるオイデスマン骨格を持ち、菌から単離された初めてのオイデスマン誘導体となった。ジクチオフォリンは、アストロサイトの神経成長因子の合成を促進する。